# Heliconius faleria
Heliconius faleria är en fjärilsart som beskrevs av Hans Fruhstorfer 1910. Heliconius faleria ingår i släktet Heliconius och familjen praktfjärilar. Inga underarter finns listade i Catalogue of Life.